# Iodopleure manakin
Iodopleura pipra
Espèce
Synonymes
- Pardalotus pipra Lesson, 1831 (protonyme)

Statut de conservation UICN

 EN  : En danger
L'Iodopleure manakin (Iodopleura pipra) est une espèce d'oiseaux de la famille des Tityridae.

## Répartition
Cette espèce est endémique du Brésil, où on la trouve dans l'Est et le Sud-Est du pays.

## Taxinomie

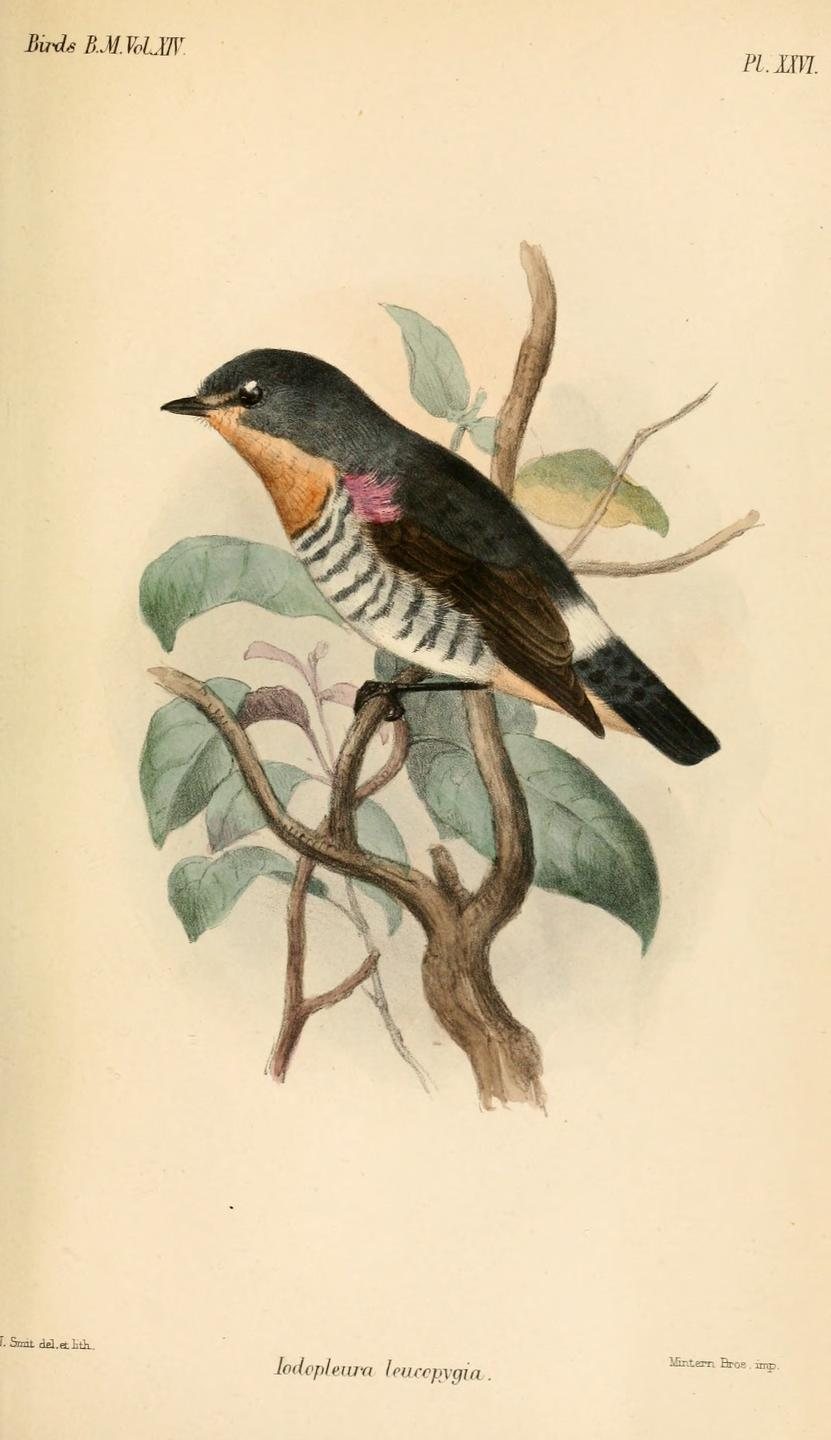
Dessin de 1888 de Iodopleura pipra leucopygia.

Selon le Congrès ornithologique international et Alan P. Peterson il existe deux sous-espèces :
- Iodopleura pipra leucopygia Salvin, 1885, des côtes de l'Est du Brésil ;
- Iodopleura pipra pipra (Lesson, 1831), des côtes du Sud-Est du Brésil.